# مغواز
المِغْوَاز (الجمع: مَغَاوِيْز)هو أداة مخبرية تقيس مقدار التغير في حجم مزيج غازي بعد تغير فيزيائي أو كيميائي.

## توصيف المغواز
يأخذ المغواز أشكالًا مختلفةً ووفقًا لنوع التفاعل المقاس. والمغواز هو مقياس مدرج لتحليل الغازات، ويكون عادةً بقياسين: 50 مل و100 مل. وهو مغلق من نهايته العليا وتغمر نهايته الأخرى المفتوحة في الماء أو الزئبق. يحتجز السائل العينة الغازية في الاسطوانة المدرجة حيث يمكننا قياس حجم الغاز المقاس. ومن أجل بعض التفاعلات، يزود المقياس بسلكين من البلاتين (اختير البلاتين بسبب عد تفاعله مع الغازات) يتوضعان عند نهايته المغلقة بحيث يولدان شرارة بينهما عند مرور التيار الكهربائي. يمكن للشرارة المتولدة أن تبتدئ تفاعلًا في المزيج الغازي ويمكن قراءة التغير في حجم الغاز الناتج عن التفاعل. استخدام هذا الجهاز شبيه بمقياس الضغط الجوي عدا أن الغاز المحصور يزيح بعضا من السائل إلى خارج الاسطوانة.

## التاريخ
أول مقياس لنقاوة الهواء اخترعه ألسندرو فولتا من الإيطاليا. وفولتا فيزيائي معروف بأعماله في الالكهرباء والبطارية كهربائية. فولتا اخترع هذا الصك في 1777. مقياس نقاوة الهواء الحالي اخترعه يوسف بريستلي.

## الاستخدام

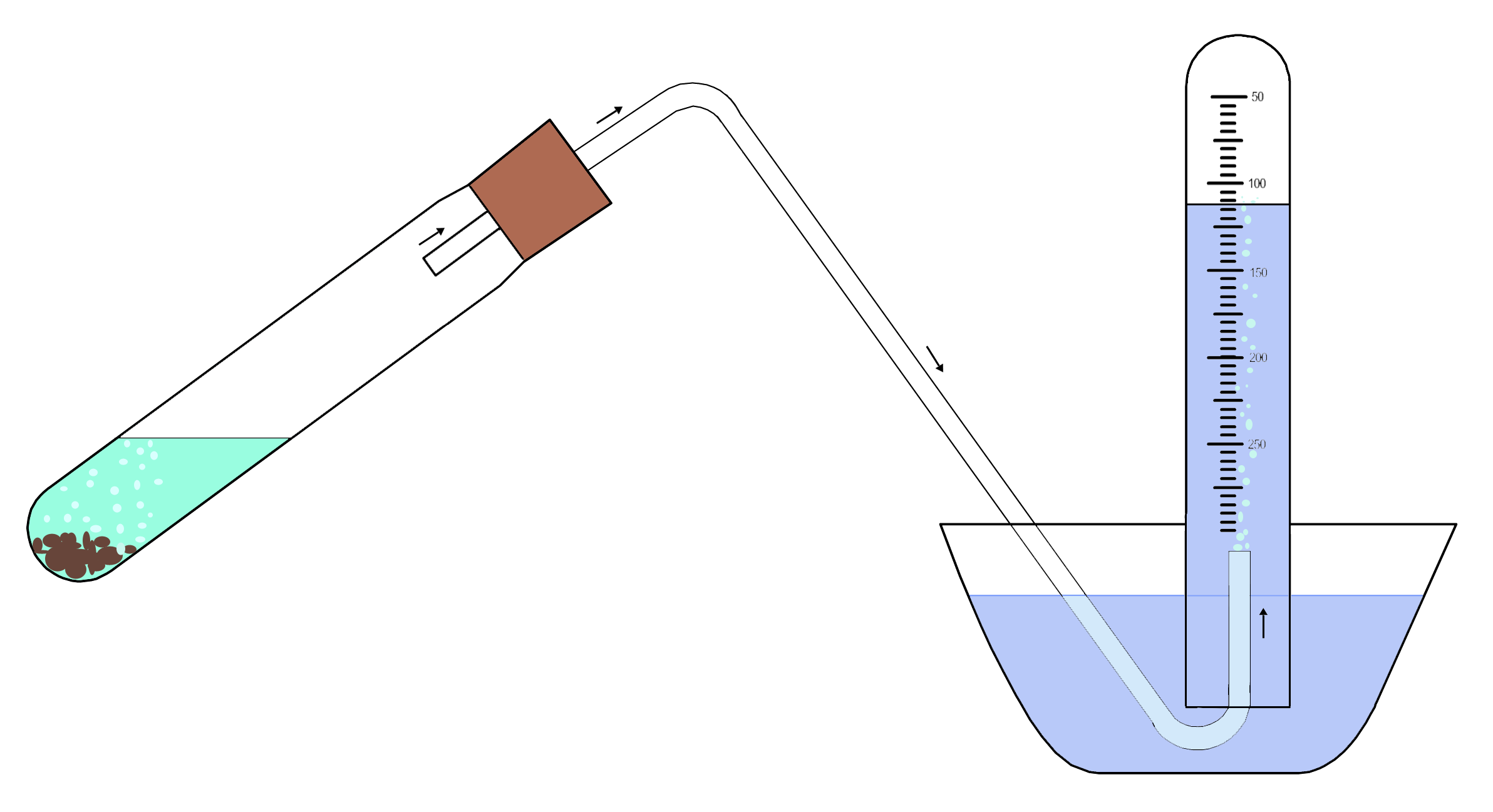
رسم توضيحي للمغواز.

استخدامات المغواز تشمل تحليل الغازات وتحديد الاختلافات الغازية في التفاعلات الكيميائية. من أجل استخدام المغواز، يملء بالماء ويغلق باليد ثم يقلب ويغمر في إناء مملوء بالماء. يحدث التفاعل الكيميائي ويتولد غاز ما يبدأ بملء المقياس المدرج ويدفع الماء خارجا بحيث يمكن قراءة حجم الغاز المتولد بدقة في أي وقت من التفاعل. هذه الأجراءات يمكن اتباعها في الكثير من التجارب بما فيها تحديد الثابت R في قانون الغازات المثالية.

## وصلات خارجية
- http://www.schoolarabia.net/kemya/general_chemistry/glossary/chem_4/chem.htm
- eudiometer من ويكامور